# Portugese zwelghaai
De Portugese zwelghaai (Centrophorus lusitanicus) is een vis uit de familie van zwelghaaien en snavelhaaien (Centrophoridae) en behoort derhalve tot de orde van doornhaaiachtigen (Squaliformes). De vis kan een lengte bereiken van 160 centimeter.

## Leefomgeving
De Portugese zwelghaai is een zoutwatervis. In brakwater is de soort nog nooit aangetroffen. De vis prefereert een diepwaterklimaat en heeft zich verspreid over de drie belangrijkste oceanen van de wereld (Grote, Atlantische en Indische Oceaan). De diepteverspreiding is 300 tot 1400 meter onder het wateroppervlak.

## Relatie tot de mens
De Portugese zwelghaai is voor de visserij van beperkt commercieel belang. In de hengelsport wordt er weinig op de vis gejaagd.